# Peperomia erythrocorma
Peperomia erythrocorma är en pepparväxtart som beskrevs av William Trelease. Peperomia erythrocorma ingår i släktet peperomior, och familjen pepparväxter. Inga underarter finns listade i Catalogue of Life.